# Magistratus
A magistratusok voltak az ókori Róma legfőbb választott tisztviselői a köztársaság idején, emellett a korai császárkorban is léteztek, azonban ekkorra legtöbbjük pusztán formális címként. Kezdetben a magistratusok (a tribunus plebis kivételével) kizárólag a patriciusok köréből kerülhettek ki, azonban az idők folyamán a tisztségek megnyíltak a plebeiusok előtt is. A magistratusi hivatal elnevezése a magistratura volt.
Miután Kr. e. 510-ben elűzték az utolsó uralkodót, Tarquinius Superbust, az addig a királyt megillető hatalmi funkciókon a két consul osztozott meg. Kezdetben pusztán ők ketten voltak magistratusok, azonban az idők folyamán az ügykörök bővülésével mind újabb tisztviselőket kellett kinevezni. Így magistratusnak tekintették a consulok mellett a dictatort, a magister equitumot, a néptribunusokat, a praetorokat, a censorokat, a quaestorokat és az aedilis curuliseket, valamint a provinciák proconsuli és propraetori rangú helytartóit és a tizenkét táblás törvényeket meghozó decemvireket.
A censor kivételével valamennyi magistratus csak egy évig volt hivatalban.
A magistratusokat több módon is osztályozták. Az egyik csoportosítás a Nagyobbak (latinul Maiores) és a Kisebbek (latinul Minores) kategóriákba osztotta a tisztségviselőket. A Nagyobbakat (consul, praetor, censor) a comitia centuriata választotta, és rendelkeztek imperiummal (főhatalommal), míg a kisebbek nem. Ez a különbség az egyes magistratusok joghatóságában is megnyilvánult. Aszerint is felosztották a magistratusokat, hogy rendelkeztek-e a ius sellae curulis-szal, vagyis az elefántcsontból készült trónszék használatának jogával, ami a királyok korából hagyományozódott át. Ilyen székkel rendelkező magistratus (curulis magistratus) volt a dictator, a magister equitum, a consul, a praetor, a censor és az aedilis curulis.
A tribunusok magistratussága kétséges, ugyanis kiterjedt jogköreik ellenére nem vehettek részt a végrehajtó és a bírói hatalom munkájában, hanem a senatusban tevékenykedtek a plebs érdekeinek védelmében, azaz a törvényhozást befolyásolták.

## Annuitás és collegialitás
A magistratus abszolút hatalma állandósításának két korlátja, biztosítéka volt.
- Annuitas (Lex Vilia Annalis): a lemondó hatalomgyakorló mögött ott állt a megválasztott utód. A hatalmon lévők egyike sem lehetett azonban jelölt, ami az ismétlődést kizárta.
- Collegialitas: a tisztséget egyik magistratus sem tölthette be egyedül. Egyik a másik intézkedése ellen vétót emelhetett (intercessio), kettő kellett az egyetértő döntéshez. Lemondásuk után működésükért együtt feleltek a senatus előtt.